# Hans W. Kopp

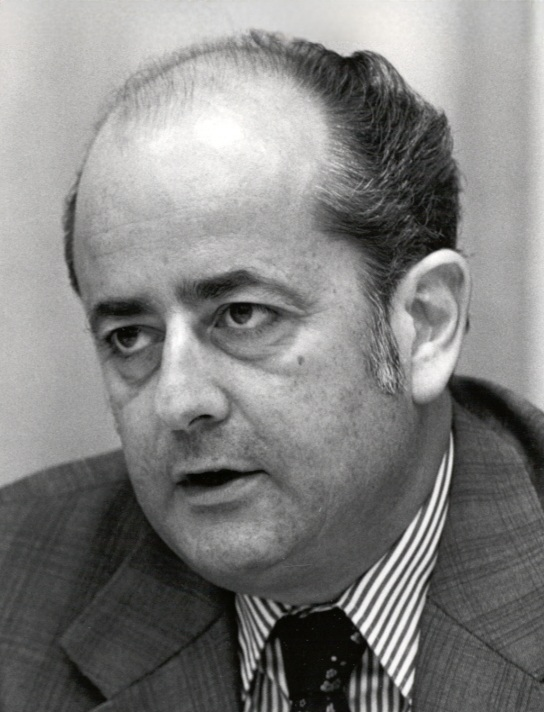
Hans W. Kopp (1986)

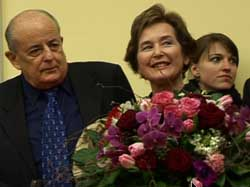
Hans W. Kopp mit Elisabeth Kopp

Hans Werner Kopp (* 12. Juni 1931 in Luzern; † 25. Januar 2009 in Zürich; heimatberechtigt in Niederönz, Luzern und Zumikon) war ein Schweizer Rechtsanwalt und Medienexperte.

## Leben
Hans W. Kopps Vater war der Luzerner Stadtpräsident Paul Kopp. Hans W. Kopp studierte an der Universität Zürich und der University of Michigan Jurisprudenz. 1957 promovierte er mit der Höchstnote summa cum laude. Schon in seiner Studentenzeit engagierte sich Kopp in antikommunistischen Organisationen und gründete Mitte der 1950er Jahre selbst die Organisation «14/39» (weitere Mitglieder waren Peter Studer, Niklaus Meienberg und Ulrich Bremi). Von 1963 bis 1973 war Kopp Präsident der antikommunistischen Organisation Schweizerischer Aufklärungsdienst (SAD).
Von 1960 an war Kopp als Wirtschaftsanwalt mit eigener Kanzlei in Zürich tätig. Er war in der Zürcher Wirtschaftswelt gut vernetzt und hatte zeitweise 50 Verwaltungsratsmandate inne. Ausserdem war er von 1966 bis 1980 Lehrbeauftragter an der Universität Zürich. Als Referent beteiligte sich er auch an medienpolitischen Seminaren für Regierungsräte. Im Schweizer Fernsehen moderierte er von 1974 bis 1980 die medienpolitische Sendung «Fernsehstrasse 1–4». Von 1978 bis 1984 präsidierte er die «Eidgenössische Expertenkommission für eine Mediengesamtkonzeption». Kopp gehörte der FDP an. In der Schweizer Armee bekleidete er den Rang eines Obersts im Generalstab (Luftschutztruppen).
1960 heiratete er Elisabeth Kopp (1936–2023), die ebenfalls Juristin war. Auf seine Ermunterung hin kandidierte sie 1970 erfolgreich für den Gemeinderat von Zumikon. Sie wurde 1974 die erste Gemeindepräsidentin der Deutschschweiz und 1979 Nationalrätin. Als sie 1984 von ihrer Partei als Bundesratskandidatin nominiert wurde, kamen Gerüchte über ihren Mann auf, die Niklaus Meienberg in der Wochenzeitung und Karl Lüönd in der Züri-Woche kolportierten. Es ging um angebliche sexuelle Übergriffe und Verwicklungen beim Bankrott der Firma Trans-K-B. Die Öffentlichkeit und weite Teile der Politik empörten sich über die negative Berichterstattung, und das Parlament wählte Elisabeth Kopp zur Bundesrätin.
Nach der Heirat wohnte Kopp fast 50 Jahre lang mit seiner Frau in Zumikon. Das Ehepaar hatte eine Tochter.

## Kritik
Hans W. Kopp wurde 1988 des Steuerbetruges beschuldigt, den Behörden wurde Mittäterschaft unterstellt. Zwei Monate später stellte sich heraus, dass die Anschuldigungen auf Unwahrheiten basierten. Am gleichen Tag erfuhr Elisabeth Kopp, die kurz davor einen Gesetzesartikel zur Geldwäscherei vors Parlament brachte, über Drogengeldwäscherei-Anschuldigungen gegen die Firma Shakarchi, in der ihr Mann eine Führungsposition hatte – die ursprüngliche Quelle war eine nahöstliche Fernsehsendung. Später behauptete Roger Köppel, dass «alles erfunden worden ist», was man im Fall Shakarchi als Anschuldigung publiziert habe. Um neuen Angriffen auszuweichen, rief die Bundesrätin ihren Ehemann an und bat ihn, die betroffene Firma zu verlassen. Daraufhin trat Hans W. Kopp von seinem Verwaltungsratsmandat zurück. Bereits eine Woche davor hatte er einen Austritt aus der Shakarchi in Aussicht gestellt, falls die Gerüchte sich nicht beruhigten. Er zögerte, weil sein Rücktritt auch als Schuldbekenntnis interpretiert werden konnte, unterschätzte jedoch die politischen Gefahren seines Verbleibens, die dann in der Kampagne zum «Stolperstein» für seine Frau wurden. Die NZZ kritisierte 1994 «Kreise, die hätten dafür sorgen können und müssen, dass Hans W. Kopp die für den Gatten einer Bundesrätin problematischen Verwaltungsratsmandate nach der Wahl» abgebe. Frau Kopp wurde beschuldigt, dass sie ihren Ehemann vor einer Strafuntersuchung gegen ein Unternehmen, in dessen Verwaltungsrat Hans W. Kopp sass, gewarnt habe. Infolge dieser Indiskretion (Shakarchi-Affäre) trat Elisabeth Kopp aus dem Bundesrat zurück. Ihr Ehemann riet ihr damals, im Amt zu bleiben und abzuwarten, bis die Vorwürfe ausgeräumt würden, was ihr damals unter dem enormen öffentlichen Druck unmöglich schien. 1990 wurde Elisabeth Kopp von Amtsgeheimnisverletzung freigesprochen, der Bundesanwaltsvertreter hatte bereits vorher eine Warnung (Begünstigung) an Hans Kopp verneint und bestätigte später, dass es im Interesse des Landes lag, «dass der Gatte einer Bundesrätin aus dem Verwaltungsrat einer Firma zurücktrat, die ins Gerede unlauterer Geschäfte kommen mochte, eventuell sogar hätte in eine Strafuntersuchung einbezogen werden können».
Hans W. Kopp wurde 1991 wegen Betrugs beim Zusammenbruch einer Finanzgesellschaft zu einem Jahr Gefängnis mit bedingtem Strafvollzug verurteilt. 1997 verlor er im Kanton Zürich und im Kanton Luzern das Anwaltspatent. Das Ehepaar Kopp wurde jahrelang von der Öffentlichkeit geächtet und kämpfte in der Folge mit wirtschaftlichen Problemen. 1992 zahlte das Medienunternehmen Ringier Hans W. Kopp 100'000 Franken Entschädigung wegen falscher Anschuldigungen. 1998 entschuldigte sich der Tages-Anzeiger bei ihm und behauptete, dass die Zeitung weder der Firma Shakarchi noch deren Eigentümern wissentliche Kontakte zur Waffen- und Drogenmafia habe unterstellen wollen.

## Varia
Kopp schrieb Gedichte, die in mehreren Büchern herausgegeben wurden. Ein von Hans Erni illustrierter Gedichtband erschien 1986. 2009 erschien eine Postum-Ausgabe seines Gedichtbandes «Die Schöpfung» in Deutsch mit der französischen Übersetzung von Oskar Freysinger.

## Werke (Auswahl)
- Inhalt und Form der Gesetze als ein Problem der Rechtstheorie, mit vergleichender Berücksichtigung der Schweiz, Deutschlands, Frankreichs, Grossbritanniens und der USA. 2 Bde. Polygraphischer Verlag, Zürich 1958 (Diss. jur. Zürich).
- Parlamente: Geschichte, Grösse, Grenzen (= Fischer-Bücherei. 707). Fischer-Bücherei, Frankfurt a. M./Hamburg 1966.
- Krise und Demokratie. Krisenbewältigung als politische Aufgabe (= Eidgenössische Zukunft. 11). Überarbeitete Fassung eines Vortrags. Paul Haupt, Bern 1974, ISBN 3-258-01272-5.
- mit Fredy Sigg (Illustrator): Ein Mann ging verlegen im Regen. 99 Limericks. Benziger, Einsiedeln/Zürich/Köln 1975, ISBN 3-545-36244-2.
- Information in der Demokratie. Bausteine einer Medienpolitik. Benziger, Zürich/Einsiedeln/Köln 1976, ISBN 3-545-37090-9.
- mit Rosemarie Winteler (Illustratorin): Schöpfung. Verlag Bibliophile Drucke von Josef Stocker, Dietikon-Zürich 1978, ISBN 3-85577-139-1.
- mit Fredy Sigg (Illustrator): Jagdunfälle. Aphorismen. Stocker-Schmid, Dietikon-Zürich 1980, ISBN 3-7276-7039-8.
- mit Hans Erni (Illustrator): Aus der siebenten Nacht. Gedichte. Stocker-Schmid, Dietikon-Zürich 1986, ISBN 3-7276-7071-1.
- Verschleiernde Rechtssprache (= Rechtspolitisches Forum. 25). Institut für Rechtspolitik an der Universität Trier, Trier 2004.